# 标准状态
标准状态（英語：standard state），简称标状态，是一种为了方便计算体系性质的参考态。常见的体系有：纯物质、混合物或溶液。虽然 IUPAC 推荐了一套通用的标准状态，但原则上，标准状态可以任意选取。
在化学中，常定義假想的理想溶液濃度為1 M(mol/L)時為標準狀態。在生物化学則常額外使用pH为7,即10−7 mol/l H+离子浓度為標準狀態。
IUPAC 推荐指定标准压力 po =105 Pa。
严格地说，标准状态并没有指定温度。 举个例子，气体的标准状态被指定为：单位压力下（通常是1巴）的理想气体，而没有指定具体的温度。但是，现实中的大多数热力学数据集都是在特定的温度下测得的，最常见的是：298.15 K（25.00 °C；77.00 °F）或較少见的：273.15 K（0.00 °C；32.00 °F）。
体系的标准状态就是体系热力学性质（焓、熵、Gibbs自由能）的参考态。在标准状态下，元素的标准摩尔生成焓为零，这使得在相当大的范围内，其他的热力学性质都变得容易计算，并能够以制成表格以便查阅。需要注意的是，物质的标准态不一定是真是存在的：举个例子，可以计算水蒸气在温度为 298.15 K、压力为 105 Pa 时的热力学性质，虽然此时水以液态存在。 但这样做可以使计算出的热力学性质表保持自洽。

## 常用的标准状态
很多标准状态并非物理上存在的真实状态，通常把他们认为是一种“假想状态”。 标准状态的热力学性质有精确地定义。通常通过假定体系在边界条件处服从某些理想模型，然后外推到特定的条件下得到。常用的边界条件有：零压力或零浓度；理想模型有：理想溶液、理想气体或某些经验方程；特定条件通常是：单位浓度或单位压力。

### 气体
气体的标准状态是个假想态，其定义为：标准压力(105 Pa，或1巴)下，服从理想气体状态方程的纯气体。 虽然没有任何一种真实气体具有完全理想的行为，但是这种标准状态的定义允许对不同气体的非理想性进行修正。

### 液体和固体
液体和固体的标准状态有着简单的定义：总压力为 105 Pa 时的纯物质。对于大多数的元素，标准摩尔生成焓 ΔHfo =0 的参考态为：同压下，该元素最稳定的同素异形体。例如对于碳元素是石墨；而对于锡则是 β-锡(白锡)。有一个例外：白磷，是磷最常见的同素异形体，被定义为磷的标准状态，尽管它仅是介稳态。

### 溶液
对于溶液中的物质(溶质)它的标准状态是一种假想态，其定义为：溶质的浓度为单位质量摩尔浓度或体积摩尔浓度，且溶质服从无限的稀释溶液行为的假想溶液状态。有这种不寻常定义的原因是：描述无限稀释溶液中溶质行为的方程和理想气体状态方程十分相似。 因此，把无限稀释溶液的行定为标准状态，并允许对不同溶液的非理想行为作出修正。标准质量摩尔浓度为1 mol kg−1，标准体积体积摩尔浓度为1 mol dm−3。

## 符号规范
十九世纪时，人们使用上标 Plimsoll 符号来表示非零性质的标准的状态。第3版的 IUPAC 建议书《Quantities, Units and Symbols in Physical Chemistry》推荐使用一个类似角度单位“度”(°)的符号来替代 Plimsoll 符号。在同一出版物中， Plimsoll 符号似乎是由一条水平的横线和一个角度符号组成的。论文中使用了一系列类似的符号：带有横划线的小写的O(o)、上标零(0)、一个圆形带有一条水平横线，横线可以伸出圆形的边界(U+29B5“⦵”CIRCLE WITH HORIZONTAL BAR)或者终止在圆上(U+2296“⊖”CIRCLED MINUS)。与 plimsoll 符号相比较时，水平条应该伸出圆的边界

## 参看
- 标准状况
- 吉布斯自由能